# Efekt fotoelektryczny
Efekt fotoelektryczny (zjawisko fotoelektryczne, fotoefekt, fotoemisja) – zjawisko fizyczne polegające na emisji elektronów z powierzchni przedmiotu, zwane również precyzyjniej zjawiskiem fotoelektrycznym zewnętrznym – dla odróżnienia od wewnętrznego.
W zjawisku fotoelektrycznym wewnętrznym nośniki ładunku są przenoszone pomiędzy pasmami energetycznymi, na skutek naświetlania promieniowaniem elektromagnetycznym (na przykład światłem widzialnym) o odpowiedniej częstotliwości, zależnej od rodzaju przedmiotu.
Emitowane w zjawisku fotoelektrycznym elektrony nazywa się czasem fotoelektronami. Energia kinetyczna fotoelektronów nie zależy od natężenia światła, a jedynie od jego częstotliwości. Gdy oświetlanym ośrodkiem jest gaz, zachodzi zjawisko fotojonizacji, natomiast gdy zachodzi zjawisko fotoelektryczne wewnętrzne, mówi się o fotoprzewodnictwie.
Odkrycie i wyjaśnienie efektu fotoelektrycznego przyczyniło się do rozwoju korpuskularno-falowej teorii materii, w której obiektom mikroświata przypisywane są jednocześnie własności falowe i materialne (korpuskularne). Wyjaśnienie i matematyczny opis efektu fotoelektrycznego pochodzi od Alberta Einsteina. Jego praca z 1905 roku wysuwała hipotezę kwantów światła, nazwanych potem fotonami. Powstała niezależnie od pracy Maxa Plancka w 1900 roku, gdzie wysunięto dużo słabszą hipotezę skwantowanej emisji promieniowania. Za odkrycie praw efektu fotoelektrycznego Einstein otrzymał nagrodę Nobla za rok 1921.

## Historia odkrycia

### Doświadczenie Hertza z cewką
W roku 1887 Hertz opublikował wyniki swych badań nad przeskokiem iskier w iskrowniku cewki odbierającej fale elektromagnetyczne. Zbudowany przez niego odbiornik fal składał się z obręczy i cewki zapłonowej – ilekroć odbiornik rejestrował fale elektromagnetyczne, na cewce przeskakiwała iskra. Hertz umieścił swe urządzenie w ciemnym pudle, by iskra była lepiej widoczna i zaobserwował, że spowodowało to osłabienie iskry. Okazało się, że szyba izolująca źródło fal i odbiornik pochłaniała promieniowanie ultrafioletowe, które docierając w obszar szczeliny, sprzyjało przeskokowi elektronów, a tym samym wzmacniało iskrę. Użycie kwarcu zamiast szkła nie powodowało osłabienia iskry, gdyż kwarc nie pochłania promieniowania ultrafioletowego. Hertz nie analizował dalej zaobserwowanego przez siebie zjawiska i ograniczył się do publikacji swych wyników.

### Pierwsze prawo fotoefektu Stoletowa
W 1888 Stoletow rozpoczął badania fotoefektu, odkrytego rok wcześniej przez Hertza. W 1889 opublikował ich rezultaty w fundamentalnej pracy Актино-электрические исследования (ros. Badania aktyno-elektryczne ; transkr. Aktino-elektriczeskije issledowanija; tak Stoletow nazywał fotoefekt). Przeprowadzając serię oryginalnych eksperymentów, Stoletow odkrył pierwsze prawo fotoefektu (zwane prawem Stoletowa), zgodnie z którym natężenie fotoprądu jest wprost proporcjonalne do intensywności padającego światła.

### Thomson i odkrycie elektronu
W roku 1899 Thomson badał promieniowanie ultrafioletowe powstające w lampie katodowej. Zainspirowany pracami Maxwella stwierdził, że promienie katodowe są strumieniem ujemnie naładowanych cząstek, które nazwał korpuskułami, a które dziś znamy jako elektrony. Odwracając eksperyment, Thomson umieścił metalową blaszkę (katodę) w rurze próżniowej i wystawił ją na promieniowanie o wysokiej częstotliwości. Zmienne pole elektromagnetyczne powodowało powstawanie w metalu prądu o natężeniu zależnym od natężenia i barwy światła, jakim naświetlał rurę.

### Obserwacje von Lenarda
Trzy lata później, w roku 1902, Philipp von Lenard stwierdził zależność między emisją elektronów a intensywnością i częstotliwością światła padającego na powierzchnię emisyjną. Lenard używał mocnego światła łukowego, dzięki któremu mógł w dużym zakresie regulować jego natężenie i częstotliwość. Zmieniał także napięcie między płytką emitującą (katodą) a odbierającą elektrony. Zauważył, że powyżej pewnej wartości dodatniego napięcia przyłożonego do płytki zanika prąd emisji, przy czym napięcie to zależy wyłącznie od częstotliwości padającego światła, a nie jego natężenia. Przykładając napięcie ujemne, obserwował początkowo wzrost prądu przy zwiększaniu napięcia, później natężenie prądu nie rosło. Maksymalne natężenie prądu zależało od natężenia oświetlenia. Jego eksperymenty dostarczały zbyt mało danych ilościowych, by na ich podstawie móc wyjaśnić obserwowany fenomen. Doświadczenie opracowane przez Lenarda wzbudziło zainteresowanie zjawiskiem.

### Einstein i hipoteza kwantów
Wyjaśnienie efektu fotoelektrycznego jest niemożliwe na gruncie fizyki klasycznej (elektrodynamiki klasycznej), zakładającej, że światło jest falą elektromagnetyczną – należałoby raczej oczekiwać, że energia fotoelektronów zależy od natężenia fali świetlnej.
Zjawisko zostało wyjaśnione w roku 1905 przez Alberta Einsteina, opierającego się na założeniach mechaniki kwantowej. Tym samym zjawisko fotoelektryczne, obok efektu Comptona, stało się kluczowym dowodem na kwantową naturę światła.

## Objaśnienie zjawiska
Zaproponowane przez Alberta Einsteina wyjaśnienie zjawiska i jego opis matematyczny oparte jest na założeniu, że energia wiązki światła pochłaniana jest w postaci porcji (kwantów) równych {\displaystyle h\nu ,} gdzie {\displaystyle h} jest stałą Plancka, a {\displaystyle \nu } oznacza częstotliwość fali. Kwant promieniowania pochłaniany jest przy tym w całości. Einstein założył dalej, że usunięcie elektronu z powierzchni metalu (substancji) wymaga pewnej pracy zwanej pracą wyjścia, która jest wielkością charakteryzującą daną substancję (stałą materiałową). Pozostała energia unoszona jest przez emitowany elektron. Z tych rozważań wynika wzór:
{\displaystyle h\nu =W+E_{k},}
gdzie:
- {\displaystyle h} – stała Plancka,
- {\displaystyle \nu } – częstotliwość padającego fotonu,
- {\displaystyle W} – praca wyjścia,
- {\displaystyle E_{k}} – maksymalna energia kinetyczna emitowanych elektronów.

Hipoteza kwantów wyjaśnia, dlaczego energia fotoelektronów jest zależna od częstotliwości światła, oraz że poniżej pewnej częstotliwości światła zjawisko fotoelektryczne nie zachodzi. Einstein opublikował swoją pracę, w której wyjaśnił zjawisko fotoelektryczne, w Annalen der Physik w 1905 r.
Otrzymane równanie zostało potwierdzone doświadczalnie przez Millikana. Millikan był zagorzałym przeciwnikiem koncepcji Einsteina i przez 10 lat eksperymentował, próbując ją obalić. Paradoksalnie, jego doświadczenia stały się koronnym dowodem słuszności kwantowej natury światła. Co więcej, precyzyjne pomiary Millikana umożliwiły bardzo dokładne wyznaczenie stałej Plancka. Równanie opisujące zależności energetyczne w fotoefekcie nazywane bywa równaniem Millikana-Einsteina.
W 1921 roku Einstein uzyskał Nagrodę Nobla, za specjalne osiągnięcia w dziedzinie fizyki, w szczególności za odkrycie praw efektu fotoelektrycznego. Teoria względności oraz hipoteza fotonów nie były wtedy jeszcze wystarczająco poparte obserwacjami, więc nie mogły być nagrodzone.
Idea kwantu energii była niezależna od prac Plancka dotyczących wyjaśnienia zjawiska promieniowania ciała doskonale czarnego.

### Odstępstwa od powyższego opisu
1. Podczas zjawiska fotoelektrycznego zmienia się również pęd jonu na skutek oddziaływania z fotonem, a co za tym idzie energia kinetyczna jonu. Dla odpowiednio dużej częstotliwości fotonu (lub odpowiednio małej energii jonizacji) elektron zyskuje więcej pędu niż miał foton, co wiąże się z nadaniem jonowi pędu w przeciwnym kierunku[2][3].
2. Światło zazwyczaj oddziałuje z elektronami znajdującymi się na powierzchni katody, ale niektóre fotony mogą wnikać głębiej. Wówczas uwolniony elektron, zanim opuści katodę, może wytracić część energii na zderzenia wewnątrz katody.
3. W przypadku bardzo dużych natężeń światła (np. z lasera) mogą zachodzić procesy wielofotonowe, co oznacza, że jeden elektron może zaabsorbować energię kilku fotonów.

## Zjawisko fotoelektryczne wewnętrzne
W efekcie fotoelektrycznym wewnętrznym energia fotonu też jest całkowicie pochłaniana przez elektron, ale elektron nie jest uwalniany, jak to ma miejsce w zjawisku fotoelektrycznym zewnętrznym; przenosi się on do pasma przewodnictwa, zmieniając tym samym własności elektryczne materiału (fotoprzewodnictwo). Zjawisko to zachodzi tylko wówczas, gdy energia fotonu jest większa, niż wynosi szerokość pasma wzbronionego (odległość energetyczna między pasmem walencyjnym a pasmem przewodnictwa). Przenoszenie elektronów przez fotony na wyższe poziomy energetyczne w pobliżu złącza wywołuje siłę elektromotoryczną na styku dwóch materiałów pod wpływem światła, zjawisko to zwane jest fotoelektrycznym zjawiskiem zaworowym lub zjawiskiem fotowoltaicznym.

## Zastosowania
Efekt fotoelektryczny jest powszechnie wykorzystywany w fotokomórkach, bateriach słonecznych, fotopowielaczach, noktowizorach, elementach CCD w aparatach cyfrowych, fotodiodach itd. Pochłaniane przez te urządzenia światło wykorzystywane jest do wytwarzania prądu elektrycznego i generowania ładunku, którego ilość można zmierzyć.